# Wibrafon

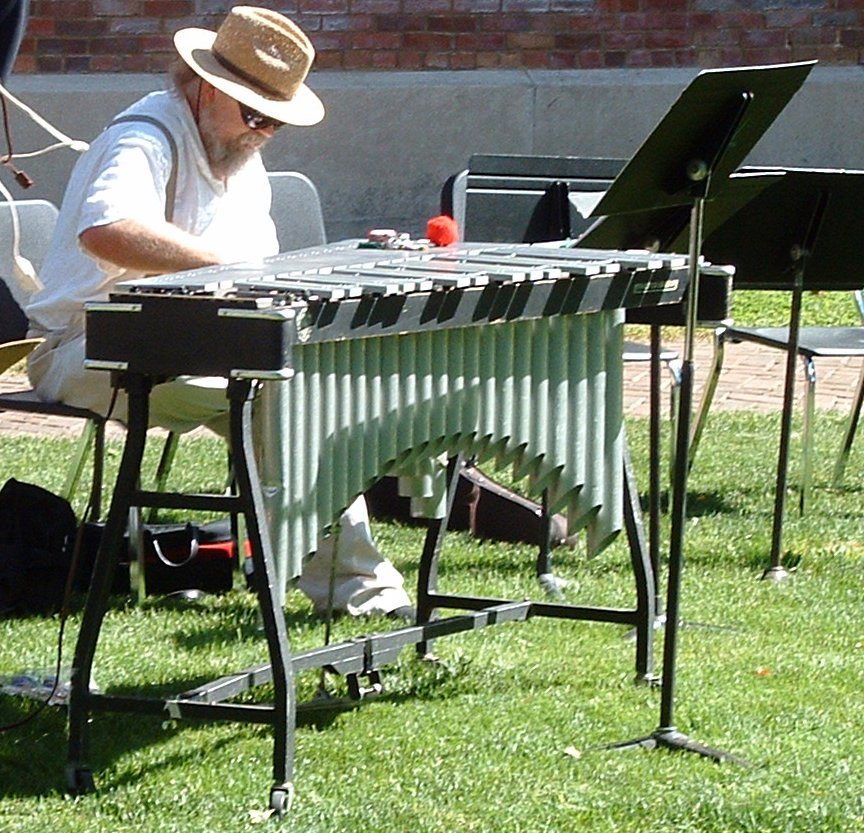
Typowy wibrafon Ludwiga-Mussera

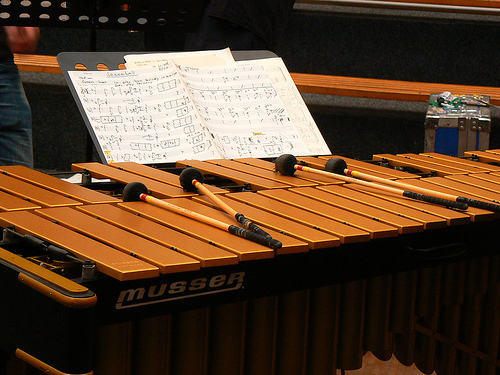

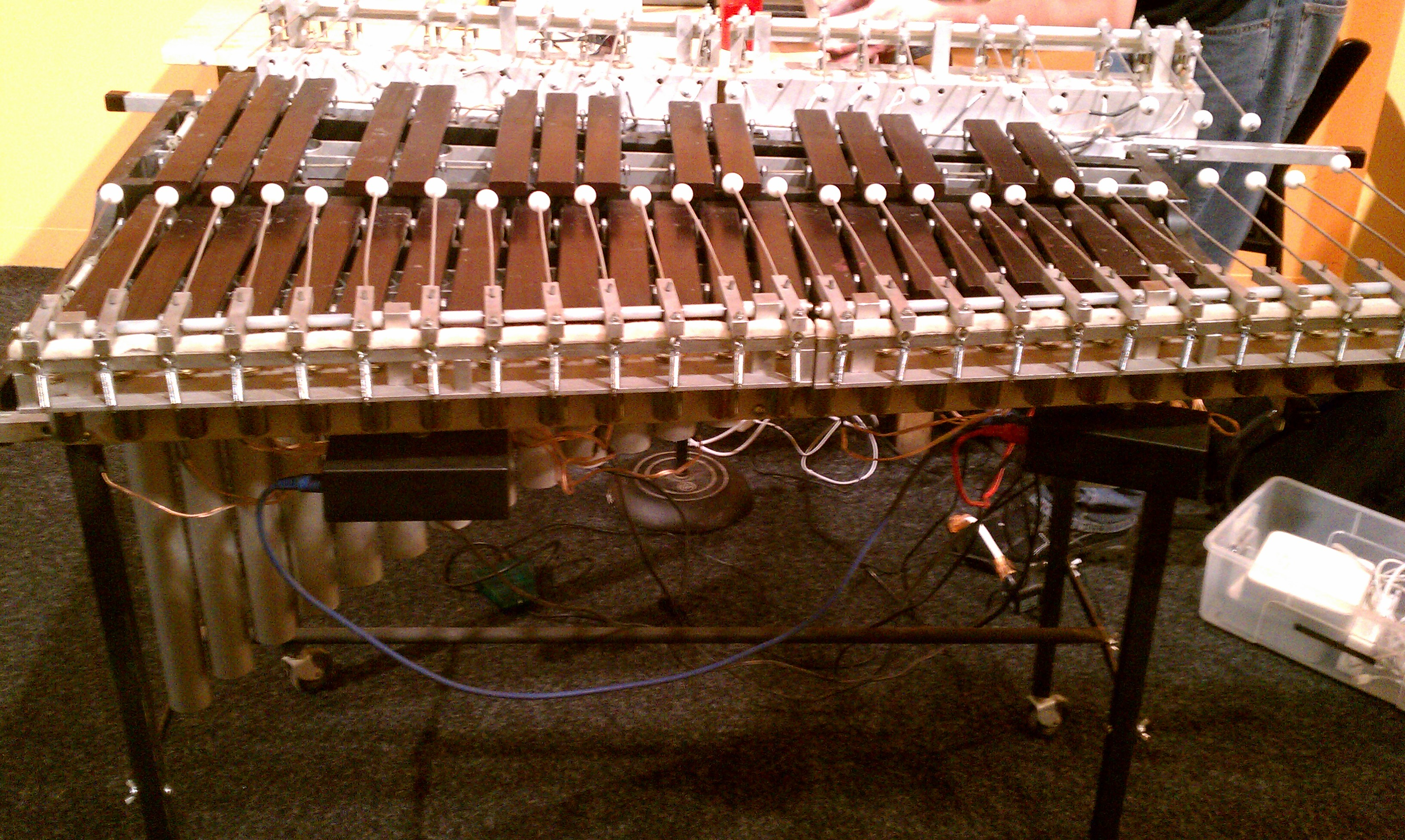
Wibraf. MIDI

Wibrafon (łac. vibratio 'drganie' i gr. φωνή 'dźwięk, głos') – perkusyjny instrument muzyczny podobny do dzwonków, ksylofonu czy marimby. Zbudowany jest z metalowych płytek (czym odróżnia się od ksylofonu, w którym płytki są drewniane) połączonych z zestawem rur pełniących rolę rezonatorów i tworzących wibrujące dźwięki przy uderzaniu płytek pałeczkami. Pałeczki mają drewniane lub ratanowe trzonki, a główki owinięte są zwykle włóczką, czasem filcem lub gumą.

## Historia
Wibrafon wynaleziono w roku 1921 w Stanach Zjednoczonych. Przez długi czas zapisywał się na kartach muzyki jazzowej, lecz spotkać go można również w innych stylach muzycznych – muzyce pop, poważnej czy symfonicznej.

## Skala instrumentu
Standardowo używane wersje wibrafonu operują zakresem trzech oktaw, poczynając od f z oktawy małej. Coraz bardziej popularne stają się instrumenty czterooktawowe, których skala rozpoczyna się od c małego. Ogólnie stosuje się zapis nutowy zgodny z wysokością wydawanego przez instrument dźwięku, lecz niektórzy kompozytorzy (w tym Olivier Messiaen) wymagają, by instrument brzmiał o oktawę wyżej od zapisu.

## Budowa
Muzycy grający na wibrafonie używają pałeczek, których główki obciągnięte są zwykle przędzą lub sznurkiem. Pod każdą sztabką instrumentu umieszczony jest rezonator – metalowa rura, na szczycie której umieszczona jest metalowa płytka o średnicy nieco mniejszej od średnicy rury. Płytki połączone są prętem, który można wprawić w ruch obrotowy za pomocą silniczka elektrycznego. Jeśli silniczek jest włączony, w momencie uderzenia płytki wydawany jest dźwięk tremolo, który powstaje podczas otwierania i zamykania rur przez obracające się płytki. Muzyk ma wpływ na szybkość generowania tremolo. Przy małych prędkościach obrotowych silniczka uzyskuje się raczej efekt „kaczki”, przy większych tremolo jest wyraźniejsze. Jeśli silniczek zostanie wyłączony, wibrafon wydaje dźwięk ciągły, podobny do dzwonka.
Wibrafon zaopatrzony jest również pedał używany do skracania lub przedłużania dźwięku (podobny do stosowanego w fortepianach). Jeśli jest on podniesiony, wszystkie płytki są tłumione, wydając krótki dźwięk. Jeśli muzyk wciśnie pedał, dźwięk każdej płytki może trwać kilkanaście sekund. Z tych powodów podczas gry na wibrafonie popularne jest intensywne wykorzystywanie pedału.

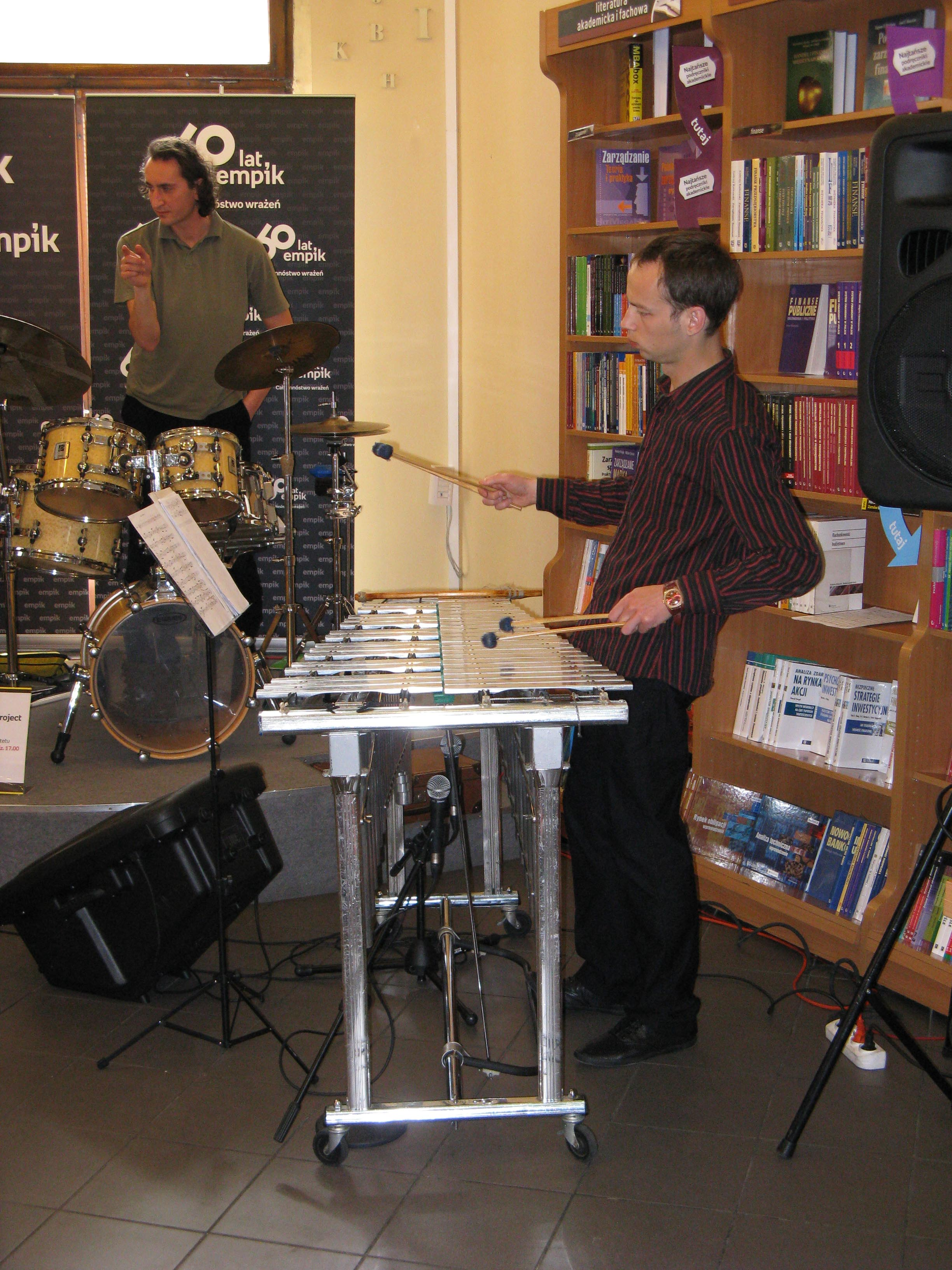

## Wibrafon MIDI, KAT
Mike Mainieri zapoczątkował w roku 1964 stosowanie w wibrafonach przetworników. Doklejał on przetworniki „Hot Dot” do węzła każdej płytki instrumentu. W latach 70. Mainieri przedstawił pierwszy jednokanałowy wibrafon MIDI, a w latach 80. opracował system polifoniczny, który mógł wyzwalać dźwięki w dowolnym syntezatorze wyposażonym w wejście MIDI. Mniej więcej w tym samym czasie prace nad wprowadzeniem rozwiązań elektronicznych w wibrafonach rozpoczęli inni muzycy. Istniały firmy sprzedające zestawy przetworników, które można było przymocować do sztabek instrumentu i w ten sposób wpływać na brzmienie wibrafonu lub kontrolować go za pomocą MIDI. Produkcja zestawu „MIDIfication” dla wibrafonów 3-oktawowych została jednak wstrzymana w roku 2005 z nieznanych powodów, choć sugeruje się, że wpływ na decyzję producenta miała niska sprzedaż i/lub wysokie koszty produkcji.
Obecnie takim sterownikiem MIDI jest urządzenie malletKAT firmy Alternate Mode Inc. W Polsce wykorzystuje je m.in. Bernard Maseli.

## Technika gry
Podobnie jak w przypadku ksylofonu, wcześni wibrafoniści (na przykład Lionel Hampton i Milt Jackson) używali do gry dwóch pałeczek. Instrument najczęściej pełnił rolę solową, nie będąc częścią akompaniamentu. Nowocześni muzycy – Bobby Hutcherson, Gary Burton, Mike Mainieri, Matthias Lupri, Victor Feldman, Jerry Tachoir, Joe Locke, Dave Samuels i inni – grają używając czterech pałeczek, a wibrafon przeniósł się dzięki nim do sekcji rytmicznej zespołu. Wibrafonista jest często w stanie zastąpić gitarzystę lub pianistę. Najczęściej stosowanym chwytem podczas gry czterema pałeczkami jest „chwyt Burtona” – nazwa ta pochodzi od Gary’ego Burtona. Możliwa jest gra pięcioma, a nawet sześcioma pałeczkami, lecz nie jest często stosowana. Tylko mistrzowie tego instrumentu posługują się sześcioma pałeczkami, m.in. polski wibrafonista jazzowy Karol Szymanowski. Większa liczba pałek w połączeniu z lepszą znajomością harmonii i zasad muzyki jest jeszcze efektowniejsza i rozszerza możliwości techniczne grającego (oczywiście wprost proporcjonalnie do opanowania chwytu 3 pałek w jednej ręce).
Składanie fraz muzycznych jest ważną kwestią dla wibrafonistów ze względu na mechanikę instrumentu. Płytki wibrafonu podtrzymują uderzony dźwięk dość długo, o wiele dłużej niż jest to możliwe w przypadku gitary elektrycznej czy pianina. Inaczej, niż rozwiązano to w pianinach, wibrafony posiadają tylko jeden system podtrzymywania i skracania dźwięków, realizowany za pomocą pedału. Jeśli pedał jest podniesiony, instrument gra silne staccato. Gra legato wymaga używania pedału, ale pełne jego wciśnięcie skutkuje zlewaniem się dźwięków. Cząstkowym rozwiązaniem jest ustawienie pedału w położeniu pośrednim. By utrzymać selektywność instrumentu i przeciwdziałać całkowitemu zlewaniu się dźwięków, współcześni wibrafoniści tłumią dźwięki pałeczkami. Pedał instrumentu jest wtedy wciśnięty, a muzyk tłumi daną nutę melodii w momencie uderzania następnej. W taki sposób możliwe jest również zagranie długo brzmiącego akordu i jednoczesne wydobywanie z wibrafonu selektywnej melodii. Ta innowacja techniki gry również pochodzi od Gary’ego Burtona.
Eksperymentem w technice gry na wibrafonie jest „naginanie dźwięków” realizowane przez przesunięcie pałeczki od węzła płytki (miejsca, gdzie przebiega linka łącząca płytki) do jej części centralnej. Wprawdzie w ten sposób nie uzyskuje się zmiany wysokości dźwięku, lecz skutecznie eliminuje niepożądane przydźwięki. Innym eksperymentem muzycznym jest gra za pomocą smyczków, używanych zwykle w takich instrumentach jak kontrabas, pobudzając w ten sposób sztabki do wibracji. Można w ten sposób uzyskać również flażolety, przyciskając równocześnie płytkę w odpowiednim punkcie palcem.

## Muzyka poważna i filmowa z wykorzystaniem wibrafonu
- Olivier Messiaen – Turangalîla-Symphonie
- Olivier Messiaen – Saint-François d'Assise
- Olivier Messiaen – Trois Petites liturgies de la Présence Divine
- Harrison Birtwistle – Endless Parade (na trąbkę, instrumenty smyczkowe i wibrafon)
- John Williams – ścieżka dźwiękowa do filmu Złap mnie, jeśli potrafisz
- Yann Tiersen – ścieżka dźwiękowa do filmu Amélie
- Benoît Charest – ścieżka dźwiękowa do filmu Trio z Belleville
- Bernard Herrmann – ścieżka dźwiękowa do filmu Zawrót głowy

## Muzyka popularna z wykorzystaniem wibrafonu
- Sufjan Stevens – album Come On Feel the Illinoise
- The Dylan Group – większość utworów ze wszystkich albumów

## Muzyka jazzowa z wykorzystaniem wibrafonu
- Milt Jackson – "Bag's Groove(inne języki)"
- Grant Green – wszystkie utwory z albumu Idle Moments
- Bonzo Dog Doo-Dah Band – Dr jazz

## Ważniejsi wibrafoniści
(alfabetycznie)
- Peter Appleyard(inne języki)
- Roy Ayers
- Jack Brokensha(inne języki) (Funk Brothers i inne grupy jazzowe)
- Gary Burton
- Mike Dillon(inne języki)
- Lars Erstrand(inne języki)
- Victor Feldman(inne języki)
- Terry Gibbs(inne języki)
- Evelyn Glennie
- Lionel Hampton
- Stephon Harris
- Bobby Hutcherson
- Milt Jackson
- Reg Kehoe and his Marimba Queens(inne języki)
- Joe Locke (musician)(inne języki)
- Matthias Lupri(inne języki)
- Mike Mainieri
- Dan McCarthy
- Josh Mckay (Elf Power i Montreal)
- Vincent Montana Jr.(inne języki) (The Salsoul Orchestra(inne języki))
- Steve Nelson(inne języki)
- Tito Puente
- Dave Samuels(inne języki)
- Steve Shapiro(inne języki)
- Jerry Tachoir(inne języki)
- Cal Tjader
- James Westfall(inne języki)

polscy
- Jerzy Milian
- Bernard Maseli
- Karol Szymanowski
- Marcin Pater
- Michał Puchowski